# Биковське кладовище
Би́ковське кладови́ще — кладовище в місті Жуковський, одне з найвідоміших кладовищ Московської області.
Існує традиція поховання на ньому льотчиків-випробувачів та льотчиків-космонавтів СРСР і Росії. Вона з'явилася у зв'язку з тим, що в місті Жуковський розташований Льотно-дослідницький інститут імені М. М. Громова, де працювали і працюють льотчики-випробувачі та космонавти.
Проїзд з Москви: маршрутні таксі від метро Вихіно.

## Відомі поховання
- Левченко Анатолій Семенович, космонавт, Герой Радянського Союзу